# سلما فلدباخ
سلما فلدباخ (متولد ۵ مه ۱۸۷۸–۲ آوریل ۱۹۲۴) اولین زن استونیایی بود که دکترا در رشته پزشکی دریافت داشت. وی در سال ۱۹۰۴ در رشته پزشکی از دانشگاه برن فارغ‌التحصیل شد.